# هوية رقمية موحدة
الهوية الرقمية الموحدة في تكنولوجيا المعلومات هي وسيلة لربط الهوية الإلكترونية للشخص والمخزنة في أنظمة إدارة الهوية المختلفة. ترتبط الهوية الموحدة بتسجيل الدخول الفردي، حيث يستعمل المستخدم رمزا موحدا في أنظمة معلومية متعددة.

## الإدارة
إدارة الهوية الموحدة هي جملة من السياسات والممارسات والبروتوكولات المعمول بها لإدارة الهوية مستخدمي تكنولوجيا المعلومات بين الشركات والوكالات وغيرها من المؤسسات.